# Myoxanthus cimex
Myoxanthus cimex är en orkidé som beskrevs av Carlyle August Luer och Rodrigo Escobar, och fick sitt nu gällande namn av Carlyle August Luer. Arten ingår i släktet Myoxanthus och familjen orkidéer. Den förekommer i Colombia och inga underarter finns listade i Catalogue of Life.